# Patinoire d'Impivaara
La patinoire d'Impivaara (finnois : Impivaaran jäähalli)  est une patinoire située dans le quartier de Kaerla à Turku en Finlande,.

## Présentation
La patinoire d'Impivaara est située dans le centre sportif d'Impivaara à environ 3 km du centre-ville de Turku.
L'édifice abrite 2 terrains de hockey sur glace et une tribune pour environ 300 personnes.
Environ 130 000 passionnés de sports de glace, jeunes, groupes scolaires, équipes juniors de clubs et adultes passent chaque année dans la salle.
La patinoire est utilisée par Kiekko-67 Turku, les juniors du TPS et les patineurs artistiques.

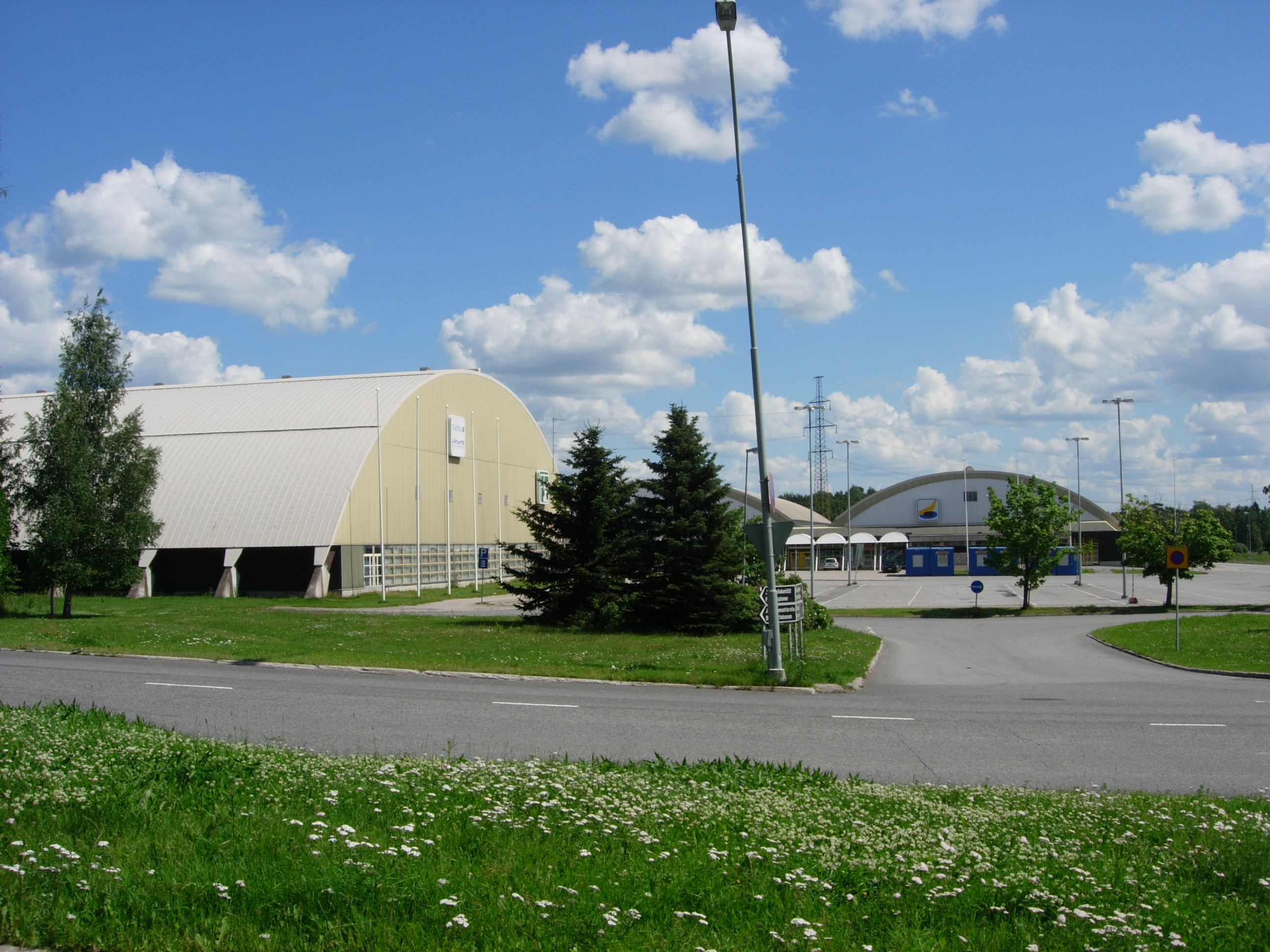
La patinoire.